# Palais de l'évêché d'Amiens
Le palais de l'évêché d'Amiens, proche de la cathédrale, est l'ancienne résidence des évêques d'Amiens, situé dans le Parc de l'Evéché d'Amiens.

## Histoire
Bâtie au fond d’un parc près de la face Nord de la Cathédrale Notre-Dame d'Amiens, l'ancien palais épiscopal datant du XIIIe siècle était occupé jusqu’en 1906 par l'évêque d'Amiens et ses services administratifs.
En 1508, les fameuses stalles du chœur, qui sont un chef-d’œuvre de sculpture sur bois avec 4 700 figurines, furent sculptées dans un atelier de l’évêché par six maîtres huchiers, compagnons du devoir, et ajustées sur place, dans le chœur de la cathédrale. Cette réalisation fut exécutée par tenons et mortaises de 1508 à 1519. Les deux stalles maîtresses hautes de 13,50 m étaient destinées l’une à l’évêque, l’autre au roi. C’est le doyen du chapitre Adrien de Hénencourt qui en finança la réalisation. À l’époque, l’évêque d’Amiens était François de Halluin, qui fut tué par un sanglier, et qui fit refaire la flèche de la cathédrale de 1528 à 1530.

### Destructions et reconstructions
Bâti en même temps que la cathédrale, un premier palais épiscopal fut détruit à la fin du XVIIe siècle. C’est François Lefebvre de Caumartin, évêque d’Amiens de 1618 à 1652, qui le fit rebâtir presque entièrement tel que nous le connaissons aujourd’hui.
En 1638, le roi Louis XIII logea au palais épiscopal en revenant de consacrer la France à la Vierge à Abbeville.
En 1667, c’est Louis XIV qui fut reçu par François Faure et logea à l’évêché.
Jean de Villaret étant évêque d'Amiens, le palais épiscopal connut un drame qui aurait pu lui être fatal puisqu’un incendie faillit le détruire le 19 décembre 1762 sous l’épiscopat de Louis-François-Gabriel d'Orléans de la Motte, dont le logis fut complètement brûlé. Il y avait alors à droite du péristyle une chapelle qui fut détruite en 1802 par l'évêque Jean de Villaret.

### Une propriété de l’État
Conformément à la loi de nationalisation des biens de l’Église de 1789, la cathédrale et le palais épiscopal devinrent propriété de l’État.
En 1791, l'évêque d'Amiens, Machault d'Arnouville, refusa de prêter serment à la constitution. Il fut révoqué et émigra. Pour le remplacer, Desbois de Rochefort fut élu évêque d'Amiens conformément à la loi sur la constitution civile du clergé. Cet évêque habita donc le palais jusqu’en 1801, année du Concordat.
Le palais épiscopal accueillit encore Bonaparte, alors Premier Consul, en 1803.
Napoléon III vint également à Amiens pour l’inauguration de la chapelle Sainte Theudosie en 1854, il fut reçu à l’évêché par Antoine de Salinis et de plusieurs évêques et archevêques.

### La fin de la fonction épiscopale du bâtiment
C’est le 17 janvier 1906 que le palais épiscopal perdit sa fonction. En effet, à la suite de la Loi de séparation des Églises et de l'État, Jean-Marie Dizien, évêque d’Amiens depuis 1896, dut sans esprit de retour quitter en pleine nuit son évêché qui fut installé rue de Constantine, maintenant rue Jean XXIII.
Laissé longtemps à l’état d’abandon, l’ancien évêché abrita divers services administratifs de la ville.
On a prêté au Général de Gaulle, en visite à Amiens en 1945, le désir de réaffecter l’ancien évêché au diocèse d'Amiens mais Lucien Martin aurait décliné cette proposition.
Après 1946 l'évêché fut occupé d'une part par l'École de Médecine, d'autre part par l'École de Droit, ainsi qu'un « Bureau de Bienfaisance » pour les Amiénois les plus démunis.
Par arrêté du 16 décembre 1965, l'ancien évêché est inscrit au titre des monuments historiques pour les façades et toitures de la totalité des bâtiments et le jardin.
En 1966, l’École supérieure de commerce d'Amiens investit le bâtiment.
Le Palais épiscopal connut donc au cours de son histoire de grands événements qui scandèrent les heures de la ville d’Amiens.
Aujourd'hui, les locaux du palais de l'évêché sont utilisés par le Groupe Sup de Co Amiens Picardie.

## Architecture
L'ancien palais épiscopal est un bâtiment de brique et pierre qui a la forme d'un L dont l'extrémité est est occupé par l'entrée d'honneur.
François Faure fit reconstruire le péristyle qui existe encore pour la desserte des bâtiments avec son fronton où est marquée l’année 1684 et qui bénéficie, depuis peu, d’une illumination.
Quant au corps de logis actuel qui borde à l’Est le bas parvis, il fut élevé au XVIIIe siècle par Louis-Charles de Machault d'Arnouville (1774-1801) qui fut le dernier évêque avant la Révolution.